# Los Pinos, Mexico City
Los Pinos är en ort i Mexiko.   Den ligger i kommunen Xochimilco och delstaten Distrito Federal, i den sydöstra delen av landet, 21 km söder om huvudstaden Mexico City. Los Pinos ligger 2 409 meter över havet och antalet invånare är 124.
Terrängen runt Los Pinos är kuperad åt sydväst, men åt nordost är den platt. Runt Los Pinos är det mycket tätbefolkat, med 2 431 invånare per kvadratkilometer. Närmaste större samhälle är Iztapalapa, 15,5 km nordost om Los Pinos. I omgivningarna runt Los Pinos växer huvudsakligen savannskog.